# Товариство Суринам
Товари́ство Сурина́м (нід. Sociëteit van Suriname) — нідерландська приватна компанія, яка була ідеєю Жана-Батиста Кольбера і створена 21 травня 1683 року, щоб отримати прибуток від управління та оборони голландською колонією — Республікою Суринам. Це було три учасника з рівними правами (частками) на витрати і вигодами суспільства; місто Амстердам, сім'я Ван Аерсен ван Соммельсдейк і Голландська Вест-Індійська компанія. Тільки на основі взаємної згоди ці акціонери могли вийти з товариства.
Хоча організація і адміністрація колонії обмежилася цими трьома акціонерами, всі громадяни голландської Республіки могли вільно торгувати з Суринамом. Крім того, плантатори провели консультації з Радою поліції, яка була унікальною особливістю серед колонії Гаяна.
Його правителями були Корнеліс ван Аерсен ван Соммельсдейк, Йохан ван Шарфюзен і Паулюс ван дер Він.
Суспільство було націоналізовано Батавською республікою в листопаді 1795 року, оскільки Патріотентій вважав управління колоніями за допомогою зафрахтованих компаній справою минулого.